# 多林西克 (列尼區)
45°28′20″N 28°19′42″E / 45.47222°N 28.32833°E
多林斯凱（烏克蘭語：Долинське）是位於烏克蘭西南部的村莊，由敖德萨州伊茲梅爾區的雷尼市鎮負責管轄。該村始建於1819年，面積2.94平方公里，海拔高度15米，2001年人口2,705，人口密度每平方公里920.07人。